# 프란츠 베켄바워 슈퍼컵
프란츠 베켄바워 슈퍼컵(독일어: Franz Beckenbauer Supercup)은 매년 분데스리가 우승 팀과 DFB-포칼 우승팀 간의 경기로 DFL이 주관하고 있다.
1997년에 DFB-리가포칼이 생기면서 흡수되었다가 2008년에 리가포칼이 폐지되면서 다시 독일 슈퍼컵이 부활하였으나 독일 축구 협회가 승인하지 않아 2008, 2009년 대회는 비공식 대회로 진행되었고 2010년에 정식으로 승인을 받으면서 독일의 공식 축구 대회로 인정받고 있다.

## 역사
독일에서 슈퍼컵 형식의 대회가 처음 열린건 1941년 3월 16일에 드레스덴의 DSC 슈타디온에서 열린 헤라우스푀더룽스캄프트(Herausforderungskampf)라는 비공식 대회로 당시 1940-41 시즌 분데스리가의 전신인 도이체 푸스볼마이스터샤프트(Deutsche Fußballmeisterschaft)의 우승팀이었던 FC 샬케 04와 DFB-포칼의 전신인 챠머 포칼(Tschammer-Pokal) 우승팀이었던 드레스드너 SC가 경기를 가졌다. 이후 36년간 비슷한 대회가 열리지 않다가 1977년 1월 8일에 분데스리가 1975-76 우승팀이었던 보루시아 묀헨글라트바흐와 DFB-포칼 우승팀인 함부르크 SV가 함부르크의 폴크스파르크슈타디온에서 경기를 가졌다. 1983년 4월 2일에는 뮌헨의 뮌헨 올림픽 스타디움에서 분데스리가 1981-82 우승팀인 함부르크와 DFB-포칼 우승팀인 바이에른 뮌헨이 경기를 가졌다.
1987년부터 독일 축구 연맹이 주관하는 DFB-슈퍼컵이 공식적으로 열렸고 1997년부터 분데스리가 상위 4팀과 DFB-포칼 우승팀, 2. 분데스리가 우승팀 등 6개팀이 참가하는 DFB-리가포칼이라는 대회로 바뀌었다. 2008년에 UEFA 유로 2008의 일정으로 독일 축구 연맹에서 대회를 취소시키자 이에 반발한 일부 대형구단과의 마찰이 생겼고, 당시 바이에른 뮌헨의 후원사였던 도이체 텔레콤의 후원으로 T-홈 슈퍼컵이라는 비공식적인 대회가 열렸는데 당시에 분데스리가와 DFB-포칼 우승팀이었던 바이에른 뮌헨과 준우승팀이었던 보루시아 도르트문트가 경기를 가졌다. 2009년에는 폭스바겐이 후원한 폭스바겐 슈퍼컵이 열렸고 VfL 볼프스부르크과 베르더 브레멘이 경기를 가졌다. 이후 2009년 11월 10일에 열린 독일 축구 리그 총회에서 2010년부터 슈퍼컵을 다시 개최하기로 결정했다. 기존에 독일 축구 연맹이 운영하던 슈퍼컵은 독일 축구 리그(Deutsche Fußball Liga)가 운영을 맡았으며 공식적인 대회 명칭도 DFL-슈퍼컵으로 불렀다.
2024년 12월 20일, 독일 축구 협회는  2024년 1월 작고한 독일의 전설적인 축구 선수인 프란츠 베켄바워를 기리는 의미에서 슈퍼컵의 명칭을 프란츠 베켄바워 슈퍼컵(Franz Beckenbauer Supercup)으로 변경한다고 발표했다. 2025-26 시즌 직전에 열릴 대회부터 적용되며, DFB와 DFL이 독일 축구계에 공로한 베켄바워의 공헌을 공동으로 기리기 위해 디자인과 로고, 대회와 관련된 행사도 이에 맞게 조정될 예정이라고 밝혔다.

## 장소
보통 DFB-포칼 우승 팀 혹은 분데스리가와 DFB-포칼을 동시에 우승해서 리그 더블을 기록했을 경우 분데스리가 준우승 팀에게 홈팀 자격을 부여해서 홈팀의 경기장에서 열리나 최종 결정은 DFL에서 정하기 때문에 일괄적으로 정해져 있지는 않다.

## 역대 성적

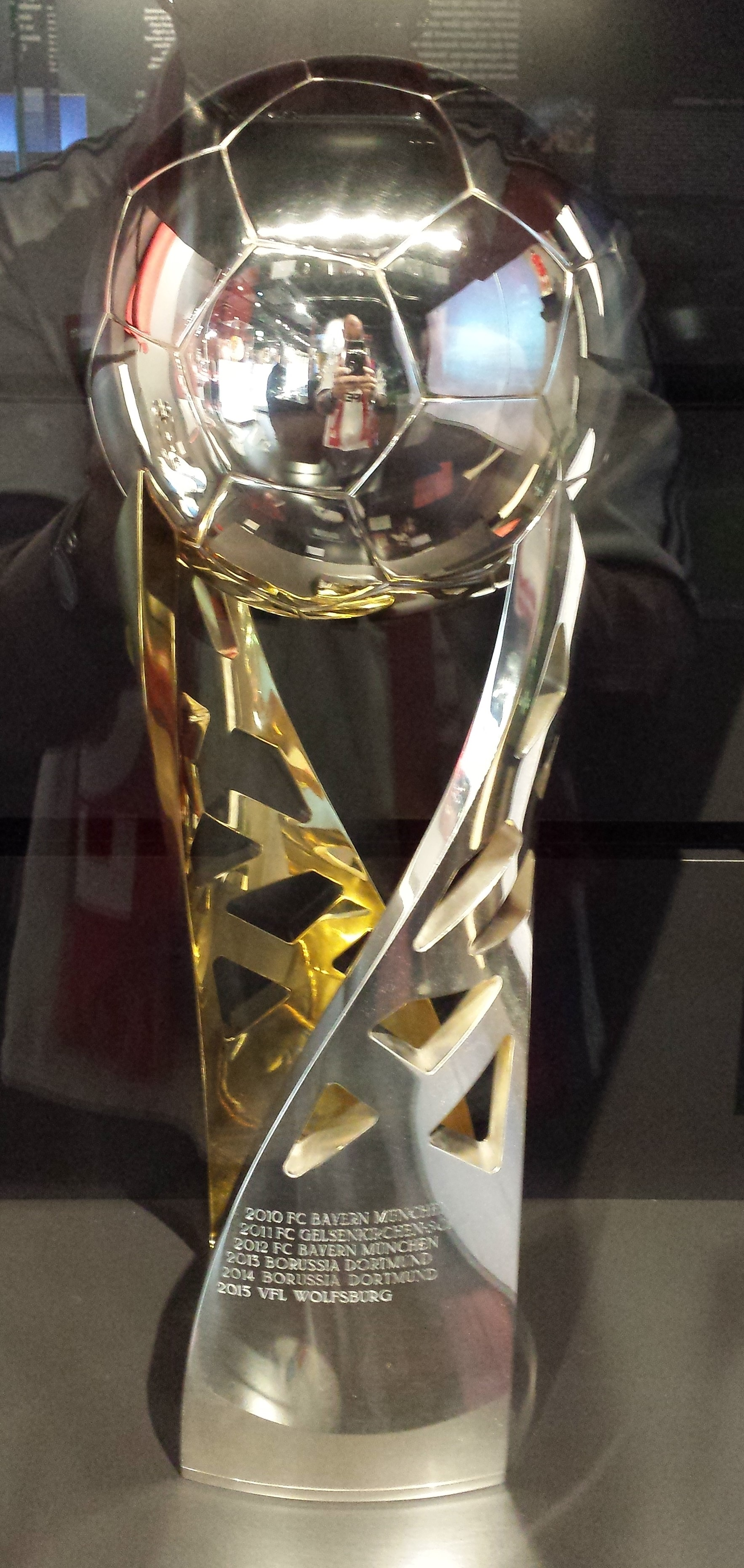
DFL-슈퍼컵 우승 트로피

### 구단 성적
| 구단                      | 우승 | 준우승 | 우승연도                                                         | 준우승연도                               |
| ------------------------- | ---- | ------ | ---------------------------------------------------------------- | ---------------------------------------- |
| 바이에른 뮌헨             | 11   | 7      | 1987, 1990, 2010, 2012, 2016, 2017, 2018, 2020, 2021, 2022, 2025 | 1989, 1994, 2013, 2014, 2015, 2019, 2023 |
| 보루시아 도르트문트       | 6    | 6      | 1989, 1995, 1996, 2013, 2014, 2019                               | 2011, 2012, 2016, 2017, 2020, 2021       |
| 베르더 브레멘             | 3    | 1      | 1988, 1993, 1994                                                 | 1991                                     |
| 1. FC 카이저슬라우테른    | 1    | 2      | 1991                                                             | 1990, 1996                               |
| 바이어 레버쿠젠           | 1    | 1      | 2024                                                             | 1993                                     |
| RB 라이프치히             | 1    | 1      | 2023                                                             | 2022                                     |
| 샬케 04                   | 1    | 1      | 2011                                                             | 2010                                     |
| VfB 슈투트가르트          | 1    | 2      | 1992                                                             | 2024, 2025                               |
| VfL 볼프스부르크          | 1    | —      | 2015                                                             | —                                        |
| 아인트라흐트 프랑크푸르트 | —    | 2      | —                                                                | 1988, 2018                               |
| 함부르크 SV               | —    | 1      | —                                                                | 1987                                     |
| 하노버 96                 | —    | 1      | —                                                                | 1992                                     |
| 보루시아 묀헨글라드바흐   | —    | 1      | —                                                                | 1995                                     |

### 출전 자격에 따른 성적
| 출전 자격           | 우승 | 준우승 |
| ------------------- | ---- | ------ |
| 분데스리가 우승팀   | 17   | 9      |
| DFB-포칼 우승팀     | 5    | 13     |
| 분데스리가 준우승팀 | 4    | 4      |

## 역대 최고 득점자
굵은 글씨는 현재 독일 리그에서 활동하고 있는 선수를 나타낸다.
| 순위 | 선수                    | 소속팀                             | 득점수 |
| ---- | ----------------------- | ---------------------------------- | ------ |
| 1    | 로베르트 레반도프스키   | 보루시아 도르트문트, 바이에른 뮌헨 | 7      |
| 2    | 토마스 뮐러             | 바이에른 뮌헨                      | 5      |
| 3    | 윈턴 루퍼               | 베르더 브레멘                      | 4      |
| 3    | 다니 올모               | RB 라이프치히                      | 4      |
| 5    | 마르코 로이스           | 보루시아 도르트문트                | 3      |
| 5    | 아르연 로번             | 바이에른 뮌헨                      | 3      |
| 5    | 위르겐 웨그만           | 보루시아 도르트문트, 바이에른 뮌헨 | 3      |
| 8    | 피에르에므리크 오바메양 | 보루시아 도르트문트                | 2      |
| 8    | 귄터 브라이츠케         | 보루시아 도르트문트                | 2      |
| 8    | 위르겐 데겐             | 1. FC 카이저슬라우테른             | 2      |

## 역대 대회
| 연도                   | 우승 팀             | 점수                | 준우승 팀                 | 개최지              |
| DFB-슈퍼컵             | DFB-슈퍼컵          | DFB-슈퍼컵          | DFB-슈퍼컵                | DFB-슈퍼컵          |
| ---------------------- | ------------------- | ------------------- | ------------------------- | ------------------- |
| 1987                   | 바이에른 뮌헨       | 2-1                 | 함부르크                  | 프랑크푸르트        |
| 1988                   | 베르더 브레멘       | 2-0                 | 프랑크푸르트              | 프랑크푸르트        |
| 1989                   | 도르트문트          | 4-3                 | 바이에른 뮌헨             | 카이저슬라우테른    |
| 1990                   | 바이에른 뮌헨       | 4-1                 | 카이저슬라우테른          | 카를스루에          |
| 1991                   | 카이저슬라우테른    | 2-1                 | 베르더 브레멘             | 하노버              |
| 1992                   | 슈투트가르트        | 3-1                 | 하노버                    | 하노버              |
| 1993                   | 베르더 브레멘       | 2-2 (7-6 PSO)       | 레버쿠젠                  | 레버쿠젠            |
| 1994                   | 베르더 브레멘       | 3-1 (a.e.t.)        | 바이에른 뮌헨             | 뮌헨                |
| 1995                   | 도르트문트          | 1-0                 | 묀헨글라트바흐            | 뒤셀도르프          |
| 1996                   | 도르트문트          | 1-1 (4-3 PSO)       | 카이저슬라우테른          | 만하임              |
| 1997-2007              | DFB-리가포칼로 통합 | DFB-리가포칼로 통합 | DFB-리가포칼로 통합       | DFB-리가포칼로 통합 |
| DFL-슈퍼컵             |                     |                     |                           |                     |
| 2010                   | 바이에른 뮌헨       | 2-0                 | 샬케 04                   | 아우크스부르크      |
| 2011                   | 샬케 04             | 0-0 (4-3 PSO)       | 도르트문트                | 겔젠키르헨          |
| 2012                   | 바이에른 뮌헨       | 2-1                 | 도르트문트                | 뮌헨                |
| 2013                   | 도르트문트          | 4-2                 | 바이에른 뮌헨             | 도르트문트          |
| 2014                   | 도르트문트          | 2-0                 | 바이에른 뮌헨             | 도르트문트          |
| 2015                   | 볼프스부르크        | 1-1 (5-4 PSO)       | 바이에른 뮌헨             | 볼프스부르크        |
| 2016                   | 바이에른 뮌헨       | 2-0                 | 도르트문트                | 도르트문트          |
| 2017                   | 바이에른 뮌헨       | 2-2 (5-4 PSO)       | 도르트문트                | 도르트문트          |
| 2018                   | 바이에른 뮌헨       | 5-0                 | 아인트라흐트 프랑크푸르트 | 프랑크푸르트        |
| 2019                   | 도르트문트          | 2-0                 | 바이에른 뮌헨             | 도르트문트          |
| 2020                   | 바이에른 뮌헨       | 3-2                 | 도르트문트                | 뮌헨                |
| 2021                   | 바이에른 뮌헨       | 3-1                 | 도르트문트                | 도르트문트          |
| 2022                   | 바이에른 뮌헨       | 5-3                 | RB 라이프치히             | 라이프치히          |
| 2023                   | RB 라이프치히       | 3-0                 | 바이에른 뮌헨             | 뮌헨                |
| 2024                   | 바이어 레버쿠젠     | 2-2 (4-3 PSO)       | 슈투트가르트              | 레버쿠젠            |
| 프란츠 베켄바워 슈퍼컵 |                     |                     |                           |                     |
| 2025                   | 바이에른 뮌헨       | 2-1                 | 슈투트가르트              | 슈투트가르트        |

## 비공식 대회
1997년부터 2009년까지는 리가포칼 대회 개최로 슈퍼컵이 열리질 못했다.
2008년에는 바이에른 뮌헨(당시 리그와 DFB-포칼 우승팀)과 보루시아 도르트문트(DFB-포칼 결승 진출팀) 양 팀의 경영진은 슈퍼컵의 부활을 계획했다. 하지만 독일 축구 연맹에서 시즌이 끝나고 개최되는 유로 2008에 참가하는 선수들의 대표팀 일정을 이유로 경기의 개최를 승인하지 않음으로 인해 "T홈 슈퍼컵(T-Home-Supercup)"이라는 명칭으로 비공식 개최되었다. 도르트문트 팀이 지그날 이두나 파르크에서 2대1로 뮌헨에게 승리를 거두었다.
하지만 다음해인 2009년도에도 역시 개최되지 않았다. 연맹측에서 리가포칼의 진행방식 개혁 일환으로 1부 리그와 2부 리그의 참여 방식 문제를 해결 중이었기 때문이다. 따라서 리그 우승팀인 볼프스부르크와 포칼 대회 우승팀인 베르더 브레멘은 전년도와 같은 형식으로 볼프스부르크의 폭스바겐 아레나에서 폭스바겐 슈퍼컵(Volkswagen SuperCup)을 개최하였으며, 이 대회에서 브레멘이 2대1로 승리하였다.
| 연도 | 우승 팀        | 점수          | 준우승 팀     | 개최지       |
| ---- | -------------- | ------------- | ------------- | ------------ |
| 1941 | 드레스드너     | 4-2           | 샬케 04       | 드레스덴     |
| 1977 | 묀헨글라트바흐 | 3-2           | 함부르크      | 함부르크     |
| 1983 | 함부르크       | 1-1 (4-2 PSO) | 바이에른 뮌헨 | 프랑크푸르트 |
| 2008 | 도르트문트     | 2-1           | 바이에른 뮌헨 | 도르트문트   |
| 2009 | 베르더 브레멘  | 2-1           | 볼프스부르크  | 볼프스부르크 |

## 같이 보기
- 슈퍼컵
- 분데스리가
- DFB-포칼
- 프란츠 베켄바워